# Tord Filipsson
Tord Filipsson, né le 7 mai 1950 à Floda, est un ancien coureur cycliste suédois. Filispsson est sociétaire au club cycliste local du Skoghalls CK.

## Palmarès
- 1968
  -  Champion de Suède du contre-la-montre juniors
  -  Champion de Suède du contre-la-montre par équipes juniors
  - 2e du championnat des Pays nordiques sur route juniors
- 1970
  -  Champion de Suède du contre-la-montre par équipes
- 1971
  - 11e étape de la Milk Race
- 1972
  - Champion des Pays nordiques du contre-la-montre par équipes
  -  Champion de Suède du contre-la-montre par équipes
  - 12e étape de la Milk Race
- 1973
  - Champion des Pays nordiques du contre-la-montre par équipes
  -  Médaillé de bronze au championnat du monde du contre-la-montre par équipes
  - 3e du Grand Prix de France
- 1974
  -  Champion du monde du contre-la-montre par équipes (avec Bernt Johansson, Lennart Fagerlund et Sven-Åke Nilsson)
  - Champion des Pays nordiques du contre-la-montre par équipes
  -  Champion de Suède du contre-la-montre
  - 3e de la Milk Race
- 1975
  - Champion des Pays nordiques du contre-la-montre par équipes
  -  Champion de Suède du contre-la-montre
  - Sex-Dagars :
    - Classement général
    - Prologue et 6eb étape (contre-la-montre)

  - Prologue du Tour de Bohême
  - 3e de la Milk Race
- 1976
  - Champion des Pays nordiques du contre-la-montre par équipes
  -  Champion de Suède du contre-la-montre
  - Grand Prix des Nations amateurs
- 1977
  - Champion des Pays nordiques du contre-la-montre par équipes
  -  Champion de Suède du contre-la-montre
  - 3e du championnat de Suède sur route